# وودویل، داربی‌شر
وودویل (به انگلیسی: Woodville) یک روستا و محله مدنی در بریتانیا است که در داربی‌شر جنوبی واقع شده‌است. وودویل ۵٬۱۶۱ نفر جمعیت دارد.